# Eclipse lunar de 27 de agosto de 1988
| Eclipse Lunar Parcial 27 de agosto de 1988 | Eclipse Lunar Parcial 27 de agosto de 1988 |
| --- | ------------------------------------------ |
| A Lua cruzando ao sul do cone de sombra da Terra, de oeste para leste (da direita para a esquerda), com a parte norte da Lua escurecido pela sombra. |                                            |
| Gamma | -0,8681                                    |
| Saros (e membro) | 118 (50 de 73)                             |
| Sequência de eclipses lunares |                                            |
| Anterior | 3 de março de 1988                         |
| Próximo | 20 de fevereiro de 1989                    |
| Duração (hr:mn:sc) |                                            |
| Parcial | 1:52:58                                    |
| Penumbral | 4:22:33                                    |
| Fases e Horários do Eclipse (UTC) |                                            |
| P1 | 8:53:16                                    |
| U1 | 10:08:04                                   |
| Máximo | 11:04:33                                   |
| U4 | 12:01:02                                   |
| P4 | 13:15:48                                   |

O eclipse lunar de 27 de agosto de 1988 foi um eclipse parcial, o segundo e último de dois eclipses lunares do ano, e único como parcial. Teve magnitude umbral de 0,2915 e penumbral de 1,2380. Teve duração quase 113 minutos.
Durante o instante máximo do eclipse, a faixa de sombra da Terra cobriu uma parte da região norte do disco lunar (cerca de 25% da superfície), que ficou escurecido pelo cone de sombra, enquanto o restante da superfície ficou submersa na zona de penumbra, com seu brilho gradualmente reduzido e ficando mais escuro à medida que avança mais ao norte, região atingida pela umbra. 
Também coincidiu com o perigeu lunar, ponto mais próximo da Terra, deixando a Lua Cheia cerca de 14% maior e um pouco mais brilhante que no apogeu. Ou seja, o eclipse parcial se deu com uma Superlua.
A Lua atravessou uma parte da extremidade sul da sombra terrestre, em nodo ascendente, dentro da constelação de Aquário.

## Série Saros
Eclipse pertencente ao ciclo lunar Saros de série 118, sendo membro de número 50, num total de 73 eclipses da série. O último eclipse foi o eclipse parcial de 17 de agosto de 1970, e o próximo será com o eclipse parcial de 7 de setembro de 2006.

## Visibilidade
Foi visível sobre o Pacífico, Austrália, Nova Zelândia, Américas do Norte e Central, centro-oeste da América do Sul, grande parte da Antártida e leste da Ásia.
| Região do planeta onde foi visível durante o máximo do eclipse - 11:05 UTC. A região central do Pacífico obteve a melhor observação do meio do eclipse, de onde foi visível à meia-noite. |
| Mapa de visibilidade do eclipse |